# Ölmstads distrikt
Ölmstads distrikt är ett distrikt i Jönköpings kommun och Jönköpings län. 
Distriktet ligger i norra delen av kommunen, vid Vättern. 

## Tidigare administrativ tillhörighet
Distriktet inrättades 2016 och utgörs av socknen Ölmstad i Jönköpings kommun.
Området motsvarar den omfattning Ölmstads församling hade vid årsskiftet 1999/2000.